# Catha edulis
El cat (Catha edulis) és una planta arbustiva de la família Celastraceae que es troba als països africans com Etiòpia, Kenya, Tanzània, Uganda, Zaire, Angola, Malawi, Moçambic, Zàmbia, Zimbàbue i Sud-àfrica i sobretot al Iemen (Àsia). "Edulis" prové del llatí edulis -e (comestible, fent referència als seus fruits) i "catha" deriva del seu nom popular per excel·lència (Khat). Trobem altres només populars tals com Kat, Qat, Quat, Chaat, Miraa, Arab tea, Abyssinian tea i Bushman's tea.

## Ecologia
La Catha edulis creix en àrees seques, té un creixement lent i està sovint entre fileres d'arbres de cafè. L'interval de temperatures que permeten el seu creixement és entre 5 °C i 35 °C. És una planta perenne resistent.

## Descripció

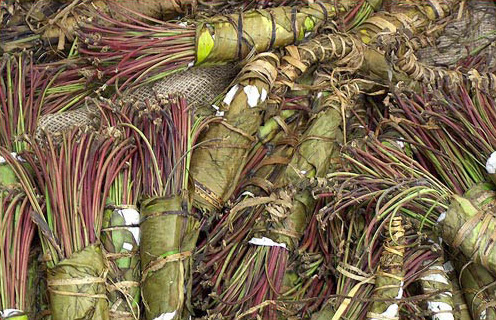
Khat capturat per la DEA al juliol de 2006.

És un faneròfit pel que fa a la seva forma vital de Raunkjaer. Es tracta d'un arbust de creixement lent, que pot mesurar des d'1,5 m fins a 20 m, en funció de la regió on es trobi i del clima durant el període de creixement. Les seves fulles i branques joves alliberen en ser mastegades un alcaloide, la catina, que té un efecte euforitzant, estimulant i excitant i finalment depressiu. El seu ús està generalitzat a l'Àfrica oriental, el Iemen i també s'ha estès al subcontinent indi especialment a Sri Lanka. El seu consum provoca alteracions de la boca i del color de les dents.
Quant als òrgans vegetatius, l'arrel pot endinsar-se des de 3 fins a 5 m sota terra i el tronc té un diàmetre aproximat de 60 cm, és regular i marró i la tija és llenyosa. Té una ramificació monopòdica, les rames creixen més que la tija principal. Les fulles varien considerablement quant a la mida, la forma i el color en funció de factors com el grau de desenvolupament o l'origen de la Catha edulis. Fan de 4 a 11 cm de llarg i 1,8 a 5 cm d'ample a la part més ample de la fulla. Tenen un pecíol curt i rodó de 3 a 7 mm de llarg. Les fulles són normalment ovals i lanceolades, pel que fa a la forma, amb un àpex agut o lleugerament acuminat i una base simètrica i afilada. Amb l'excepció d'una petita porció a prop de la base, que és contínua, el marge està serrat. La superfície superior mostra una innervació pennada i aquesta és inclús més evident a la superfície inferior. Alguns nervis laterals es ramifiquen des del nervi medial amb un angle d'aproximadament 45°, però la majoria ho fan amb un angle més petit (25-30°) i, immediatament, adopten una forma corbada cap a la part superior. Les fulles més joves són fines i tenen un color verd marronós; les adultes, per la seva part, són de color verd. El nervi medial i els nervis més prominents de la part inferior poden variar en color des del groc fins a un marró vermellós.

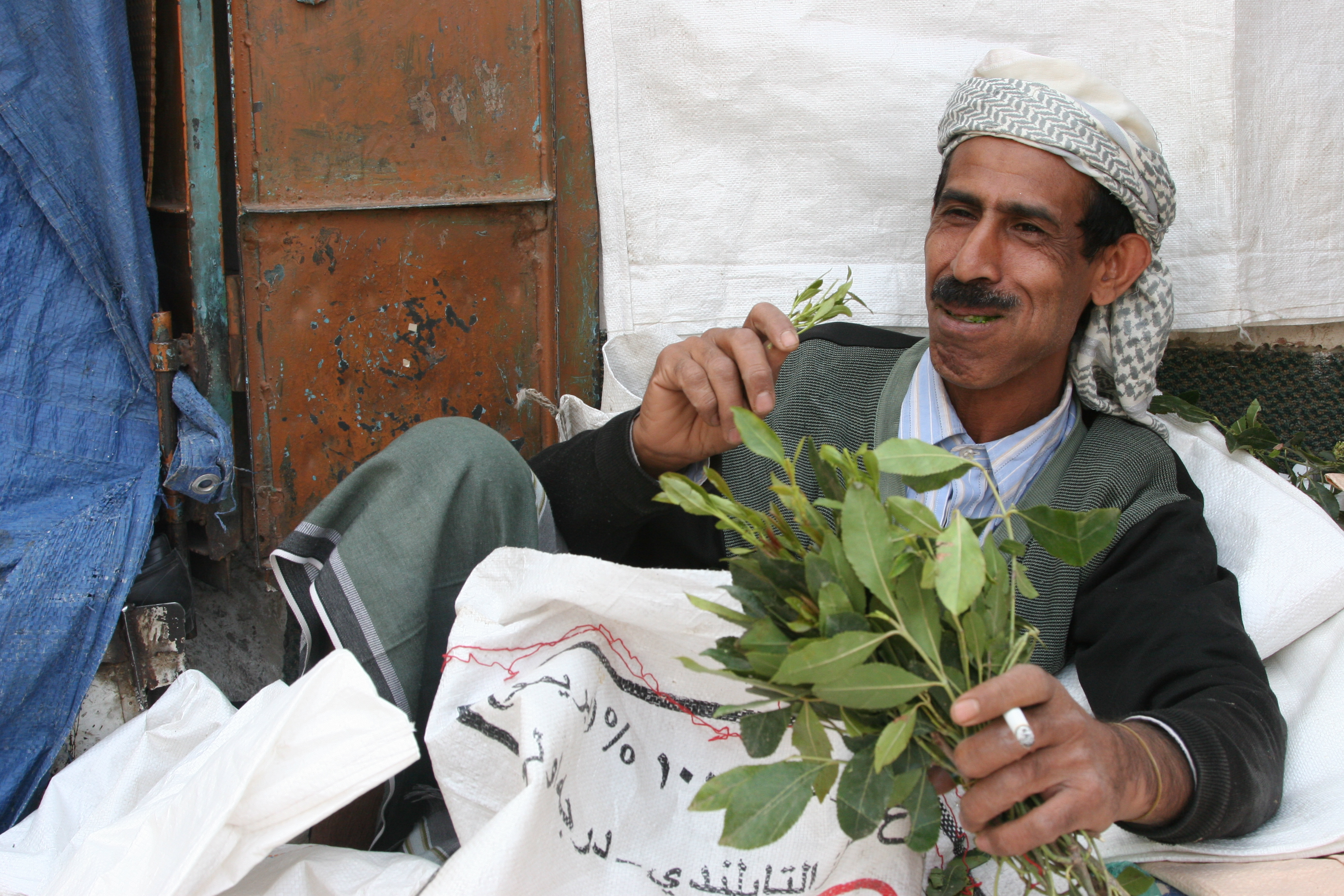
Un home mastegant khat, al Iemen.

Pel que fa als òrgans reproductors, la inflorescència és curta, amb un diàmetre aproximat de 2 mm, cimosa i, a vegades, la flor terminal, que és de color blanc, no està del tot desenvolupada. Cada bifurcació és suportada per curtes bràctees lanceolades. Quan la flor està seca pren un color marró groguenc força fosc.
En referència al periant, el calze està format per cinc sèpals, amb forma ovada i el marge fimbriat. Alterant amb els sèpals hi ha cinc pètals també ovats d'un color crema amb els mateixos marges. Oposats als sèpals hi ha cinc filaments lanceolats i subulats que suporten les anteres, extremadament petites.
L'androceu consisteix en quatre, cinc o rarament deu estams que s'alternen amb els pètals. Per la seva part, el gineceu és un únic pistil format per dos a cinc carpels i un ovari, situat a la part superior o en alguna ocasió a la meitat interior, amb dos a cinc lòculs, cadascun dels quals conté normalment dos òvuls axials. Un disc nectarífer anular envolta l'ovari i normalment hi està adjunt.
El fruit' té una longitud entre 8 i 10 mm (en podem trobar alguns més llargs a Etiòpia) i un diàmetre entre 2 i 3 mm. A la base hi ha una tija curta, de 3 a 8 mm de llarg, sobre de la qual hi ha un disc on s'insereixen els òrgans de la flor i una càpsula cònica, més gruixuda en sentit ascendent i aplanada. S'obre quan està madur, amb tres o quatre carpels que resten en una peça a la part inferior, mentre que a la part superior les llavors es dispersen. La superfície externa del fruit madur és de color marró poc intens, seca i aspra. Les valves individuals estan dividides en dos lòculs per una paret que és gruixuda a la part inferior; aquesta paret és molt prima a la part superior de forma que hi ha espai per dues llavors. Normalment maduren només entre dues o tres llavors en el fruit sencer. Són petites i de tonalitat marronosa. Els fruits estan comprimits i tenen en una banda una obertura en forma de quilla a la qual es troba la rafe. La punta inferior de la llavor està coberta per una arillus seca, de color blanc i membranosa que a vegades creix cap amunt a ambdós costats de la llavor. És sovint fins a dos cops més llarga que la mateixa llavor.

## Farmacologia i altres usos
Les fulles és on es concentren els components dels quals es deriva la droga. Les fulles més apreciades són les fresques, que presenten un color verd brillant, sabor astringent i aromàtic i poca olor. Quan es dessequen per a conservar-les prenen un color terrós i posseeixen una qualitat inferior.
Pel que fa a la composició química, conté al voltant de 40 alcaloides diferents. Els quatre principis actius són els alcaloides amorfs catinina i la catidina i dos principals alcaloides psicotròpics presents només en les seves fulles verdes: catinona ((S)-α-aminopropifenona) i la catina (també amorf) que no són més que fenilpropanolamines; molècules psicoestimulants, derivades de la fenetilamina i emparentades químicament i funcionalment amb les amfetamines. La catinona, és la més activa i potent de les dues, químicament inestable encara que es troba només en les fulles verdes i fresques fins 48 hores després de la recol·lecció; a més serveix de substrat per a l'obtenció d'una poderosa droga, la metcantinona. Aquesta síntesi química es realitza de manera relativament senzilla i a baix cost, en laboratoris clandestins distribuïts al llarg dels EUA, i el seu mercat és creixent a causa de la semblança de la metcatinona amb la metamfetamina. La quantitat de catinona és realment petita, a prop de 36 parts per 100.000 només quan està tallada i fresca. Per altra banda, la catina presenta característiques químiques que corresponen a la dextronor soefedrina. A més d'estar composta dels alcaloides citats, també és rica en vitamina C, substàncies resinoses, colina, mannita i quantitats reduïdes de tiamina, niacina, riboflavina, carotè, ferro i aminoàcids.
Els usos medicinals alternatius atribuïts a Catha edulis són força variats. En infusió s'utilitza per combatre malalties com la malària i úlcera i a l'Àfrica és presa per persones d'edat avançada com a estimulant per millorar les funcions mentals, també és emprada per la reducció del pes de naixement en nadons i inhibició de la lactància en mares. És també utilitzada per perdre pes, en especial a Alemanya, en cas de trastorns intestinals i per tractar la diabetis mellitus i l'asma. Finalment, millora la fertilitat masculina en ajudar a madurar l'esperma i a fertilitzar l'òvul i té una alta activitat antimicrobiana i citotòxica.

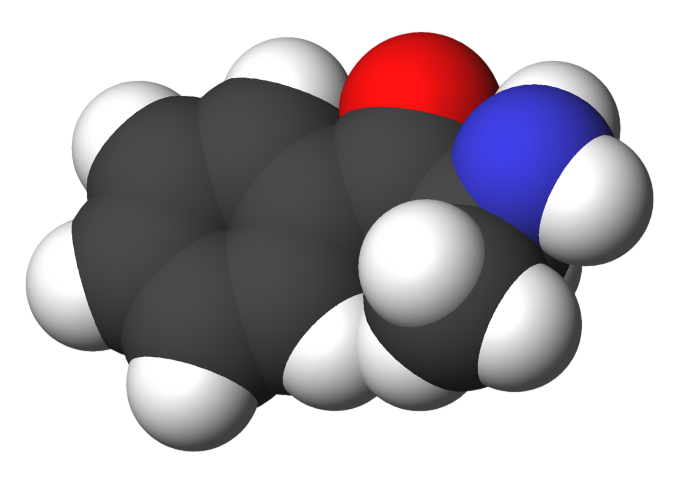
Estructura de la catinona

La catinona és un estimulant del sistema nerviós central que provoca efectes amb una potència i un mecanisme d'acció semblants a la D-amfetamina: hipertensió, hipertèrmia, midriasi, anorèxia, taquicàrdia, inductor d'arítmies, estimulació de la respiració... Els efectes sobre el sistema nerviós venen donats per una sensació d'eufòria, loquacitat, agudesa intel·lectual, confiança en si mateix, augment d'energia, creativitat d'idees i benestar. Posteriorment, poden aparèixer efectes indesitjables: insomni, nerviosisme, malsons. Excepcionalment pot induir la psicosi tòxica (potenciació d'estat prepsicòtic), en la qual s'observa disminució de la capacitat de reacció i fins i tot simptomatologia esquizofrènica o paranoide. Indueix una dependència psíquica moderada, però freqüent (ús compulsiu); això no obstant, no presenta dependència física ni tolerància, encara que a vegades pot donar-se síndrome d'abstinència en consumidors habituals de dosis elevades.
Els efectes comencen passats vint minuts d'haver mastegat la planta, però la potència dels efectes produïts al consumir la Catha edulis apareixen al cap de tres o quatre hores. No obstant això, no existeix uniformitat en la potència dels efectes de les fulles, a causa de la convergència d'una sèrie de variables: varietat de planta, selecció de la branca i del moment de la collita, diferències en les condicions del sòl on ha sigut cultivada i preservació de la humitat.
A més del seu consum amb fins medicinals s'utilitza amb finalitats socials o recreacionals. Les fulles fresques de la Catha edulis es consumeixen, acabades de recol·lectar, mastegant-les una a una, retenint-les un temps en la boca fins a formar una bola que quedarà emmagatzemada entre la geniva i el llavi i finalment escopint-les. El suc resultant, de gust aspre, amarg, astringent i no molt agradable, va essent empassat amb aigua. El consum diari entre 250 a 400 grams és comú als països d'origen.
Amb les seves fulles seques es prepara te, conegut com a Abyssinian tea, amb molt de sucre per a suavitzar el sabor amarg. També amb les fulles en aquest estat es preparen begudes talla, una classe de cervesa, i tedji, una classe de vi; o es fa una pols fina, que també es barreja amb sucre, espècies i aigua, fins a preparar una pasta que es mastega (goma de mastegar). Tanmateix, les fulles seques també es poden fumar.

## Història
Els natius d'Àfrica oriental, de la península Aràbiga i al llarg l'Orient MItjà la utilitzaven des de l'antiguitat amb fins medicinals, recreacionals i religiosos. La primera referència de la Catha edulis es troba a les cròniques d'Amda Seyon I, rei cristià d'Etiòpia entre 1314 i 1344, país on es creu que la sagrada ciutat musulmana de Harar, frontera entre Etiòpia i Somàlia, fou el seu bressol i des d'on hauria estat importada al Iemen al voltant del segle xiii. Durant els segles xiii i xiv va difondre's la seva exclusiva utilització entre les elits polítiques, religioses, i agricultores. Era extremadament popular a l'antic Egipte. Els diaris àrabs del segle xviii la van prescriure per tractar la depressió i manca d'energia. Va ser descoberta gràcies a la necessitat additiva de la cabra a consumir-la per aconseguir un estat d'excitació i incrementar la seva activitat motora.
El 1974, J. C. Guillebeau informava en Le Monde que el consum del cat suposava el 1974 entre el 40 i el 60% de tots els salaris de Djibouti; al Iemen es consumia per valor de 300 milions de dòlars any (un pot de 250 grams valia la meitat del salari d'un mes). El seu consum és esmentat per primer cop el 1332/1333 a Ifat. Vers el 1400 es va introduir el cafè al Iemen per a substituir el consum del cat. El preu va baixar al segle xix (250 grams valia un quart d'un salari).

## Cultiu, comerç, consum i legislació
La primera collita de fulles és possible a partir dels tres anys. Només al nivell de les dues primeres branques, les centrals més joves es cullen sempre pels matins abans al calor del dia, ja que el principal ingredient actiu, la catinona, afectat pel calor del sol aconsegueix descompondre's degut a la seva inestabilitat.

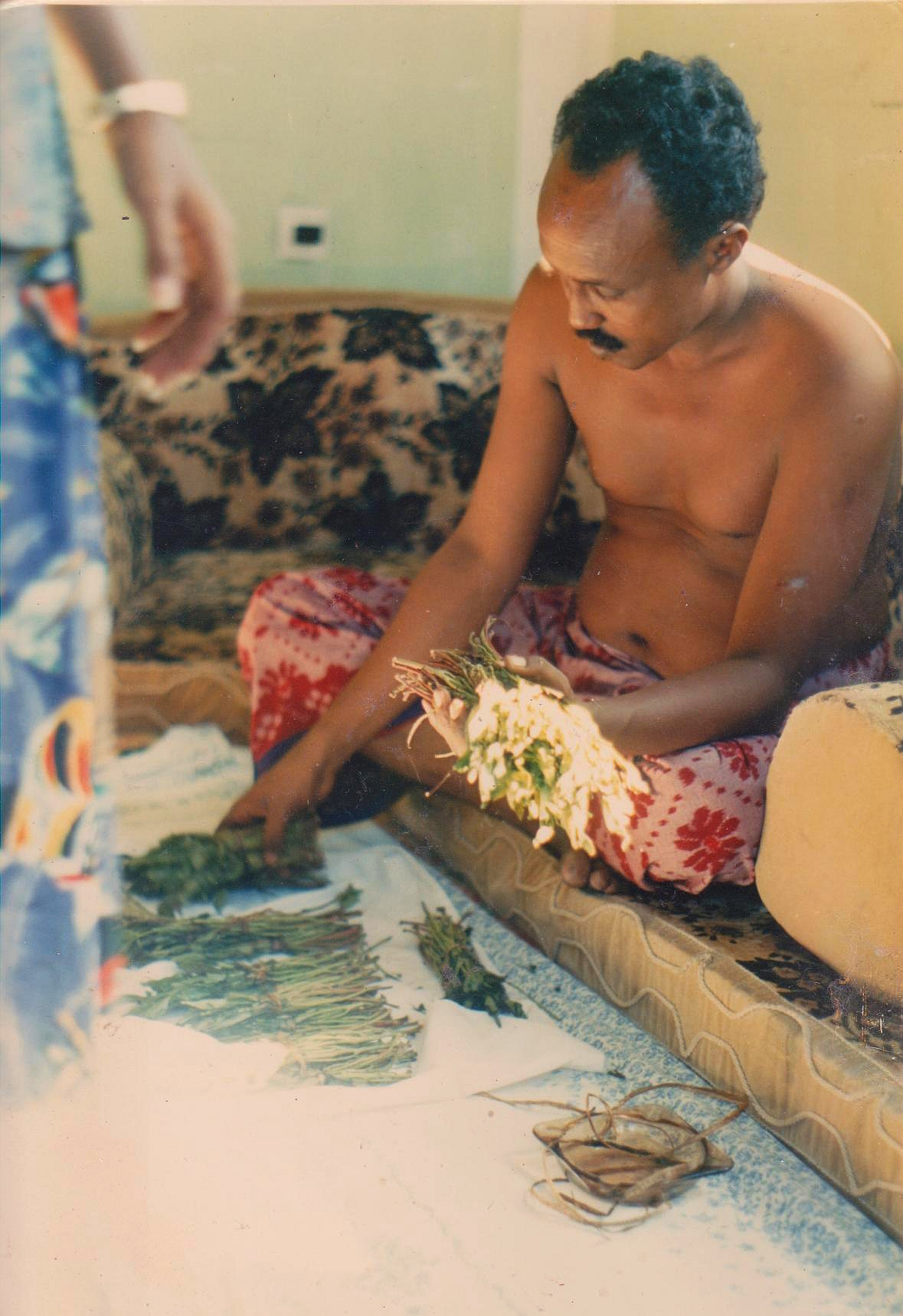
Un home somali preparant khat, a Mogadiscio.

Les recompenses per a molts pobles africans i alguns asiàtics que la cultiven són lucratives: les condicions per la collita i producció ho fan rendible entre tres i fins a cinc vegades més que la brindada pel cultiu de cafè, els beneficis del qual a escala internacional s'esfondren, i mentre que la Catha suposa diner ràpid i diari, la producció del cafè està limitada a només dues collites a l'any.
Té un gran impacte en les economies del Iemen, Kenya i Etiòpia, d'on s'exporta fins a algunes importants ciutats africanes o de la Unió Europea. Al Iemen el cultiu de la Catha edulis va desplaçar el cultiu del cafè a escala nacional i es va convertir així en el factor dominant de l'economia.
El tràfic de cat ha estat bastant limitat, perquè el producte només és efectiu durant un breu període de 48 hores després de la collita. No obstant això, les fulles embolicades en fulles de plàtan lligat amb les tires fines de l'escorça, o embolicades en plàstic, ha aconseguit preservar la frescor inicial i evitar la pèrdua de les seves propietats.
El Iemen és el màxim exponent de consum del cat, on el 80% dels homes i el 45% de les dones han mastegat les seves fulles diàriament durant llargs períodes de la seva vida.
Aquesta droga pot arribar a un preu d'uns 300 euros el quilos en els països occidentals i fins a 600 dòlars el quilo en Estats Units. A Espanya la planta es troba sota restricció a venda només a través de farmacèutics per la llei que l'any 2006 va restringir la venda de prop de 200 plantes per la seva presumpta toxicitat. No obstant això, sí que està permesa la seva tinença per a ús ornamental. Dels seus principis actius, la catina, el menys actiu, està controlat com possible precursor d'altres substàncies prohibides. L'altre, la catinona, que és més potent en relació al seu pes, es troba prohibit des de 1986.
El seu estatus legal varia segons els països. Al Regne Unit l'any 2006 es va intentar prohibir, per petició d'un parlamentari conservador. Es van dur a terme estudis sobre la conveniència de prendre aquesta mesura, i es va decidir, amb el consell de la policia, que s'evités la prohibició, ja que el seu consum no plantejava cap problema de salut ni d'ordre públic. D'aquesta manera grans quantitats d'aquesta planta s'envien des dels seus dos grans productors, Etiòpia i Kenya, diverses vegades per setmana i és venuda de forma lliure als mercats de l'entorn africà. A l'estudi realitzat sobre perillositat i drogues, en el qual es van avaluar les vint drogues més usades al Regne Unit, incloses totes les legals com barbitúrics, alcohol i tabac, i les il·legals com cànnabis, LSD o MDMA, el cat va resultar ser la substància de menor perill de totes les estudiades, ja que va ocupar l'últim lloc a l'estudi.
L'any 1965, el comitè expert en drogues generadores de dependència (Expert Committee on Dependence-producing Drugs) de l'OMS va declarar al Fourteenth Report: "El Comitè estigué satisfet d'anunciar la resolució del Consell Econòmic i Social (Economic and Social Council) respecte al khat, confirmant la visió que l'abús d'aquesta substància és un problema regional i hauria de ser controlat com a tal". Per aquesta raó, el cat no va estar present a la Single Convention on Narcotic Drugs. L'any 1980 l'OMS va classificar el cat com una droga d'abús que pot produir una dependència psicològica de lleu a moderada.
Més recentment i, quan s'ha adoptat a escala mundial l'estratégia de la política antiterrorista, s'ha afegit l'ingredient de la sospita que el comerç del cat podria estar dirigit a finançar activitats terroristes a l'Àfrica, segons un nou informe de l'ONU.